# Pristomyrmex wilsoni
Pristomyrmex wilsoni är en myrart som beskrevs av Taylor 1968. Pristomyrmex wilsoni ingår i släktet Pristomyrmex och familjen myror. Inga underarter finns listade i Catalogue of Life.